# 帕米尔薹草
帕米尔薹草（学名：Carex pamirensis）为莎草科薹草属的植物。分布于阿富汗、俄罗斯、哈萨克斯坦以及中国大陆的甘肃、新疆、四川北部等地，生长于海拔2,400米至3,700米的地区，一般生于高山沼泽地，目前尚未由人工引种栽培。

## 异名
- Carex pamirensis C. B. Clarke ex B. Fedtsch. var. angustispicata Y. C. Yang